# شاهدخت الیزابت، دوشس برابانت
شاهدخت اِلیزابِت، دوشس برابانت (به انگلیسی: Princess Elisabeth, Duchess of Brabant) (هلندی: Elisabeth Theresia Maria Helena; فرانسوی: Élisabeth Thérèse Marie Hélène‎) (زاده ۲۵ اکتبر ۲۰۰۱)، وارث بلافصل تاج و تخت بلژیک است. او بزرگترین فرزند شاه فیلیپ و ملکه ماتیلده است و این جایگاه را پس از کناره‌گیری پدربزرگش آلبرت دوم از سلطنت در سال ۲۰۱۳ به دست آورده‌است.